# Seznam ameriških astronomov
Seznam ameriških astronomov.

## A
- Marc Aaronson (1950 – 1987)
- Cleveland Abbe (1838 – 1916)
- Charles Greeley Abbot (1872 – 1973)
- George Ogden Abell (1927 – 1983)
- Charles Hitchcock Adams (1868 – 1951)
- Walter Sydney Adams (1876 – 1956)
- Robert Grant Aitken (1864 – 1951)
- Charles Roger Alcock (1951 –)
- Harold Lee Alden
- Lawrence Hugh Aller (1913 – 2003)
- Dinsmore Alter
- Jeff Thomas Alu (1966 –)
- John August Anderson (1876 – 1959)
- James Roger Prior Angel (1941 –)
- Halton Christian Arp (1927 – 2013)
- Joseph Ashbrook (1918 – 1980)
- Erik Ian Asphaug

## B
- Walter Baade (1893 – 1960)
- Harold Delos Babcock  (1882 – 1968)
- Horace Welcome Babcock (1912 – 2003)
- John Norris Bahcall (1934 – 2005)
- Solon Irving Bailey
- James Gilbert Baker
- Sallie Baliunas
- Loren C. Ball
- Benjamin Banneker (1731 – 1906)
- Amy Barger (1971 –)
- Edward Emerson Barnard (1857 – 1923)
- Graham E. Bell
- Richard P. Binzel
- Adam Block
- Nikolaj Fjodorovič Bobrovnikov (1896 – 1988) (Rus)
- Bart Jan Bok (1906 – 1983)
- Charles Thomas Bolton (1943 – 2021)
- George Phillips Bond (1825 – 1865)
- William Cranch Bond (1789 – 1859)
- Thomas Bopp (1949 – 2018)
- Benjamin Boss (1880 – 1970)
- Lewis Boss (1846 – 1912)
- Rychard Bouwens
- Edward L. G. Bowell (1943 –) (Anglež)
- Ira Sprague Bowen (1898 – 1973)
- John Alfred Brashear (1840 – 1920)
- William Robert Brooks (1844 – 1922)
- Dirk Brouwer (1902 – 1966)
- Michael E. Brown
- Donald E. Brownlee
- Marc W. Buie (1958 –)
- Geoffrey Ronald Burbidge (1925 – 2010)
- Bernard Flood Burke (1928 – 2018)
- Robert Burnham mlajši
- Sherburne Wesley Burnham (1838 – 1921)
- Schelte John Bus (1956 –)
- R. Paul Butler (1960 –)

## C
- Leon Campbell
- William Wallace Campbell (1862 – 1938)
- Annie Jump Cannon (1863 – 1941)
- Thomas Chamberlin (1843 – 1928)
- Seth Carlo Chandler mlajši (1846 – 1913)
- Subrahmanyan Chandrasekhar (1910 – 1995) (Indijec)
- Jun Chen
- Dennis K. Chesney
- James Walter Christy (1938 –)
- Robert Christy
- Alvan Clark (1804 – 1887)
- Alvan Graham Clark (1832 – 1897)
- George W. Clark
- George Bassett Clark (1827 – 1891)
- Gerald Maurice Clemence (1908 – 1974)
- William Weber Coblentz (1873 – 1962)
- Edwin Foster Coddington (1870 – 1950)
- Paul G. Comba
- Christopher Conselice
- Guy Consolmagno (1952 –)
- Walter R. Cooney mlajši
- Vera Cooper Rubin (1928 – 2016)
- Thomas E. Corbin & Brenda Corbin
- George Coyne (1933 – 2020)
- Alex Cruz
- James Curley
- Heber Doust Curtis (1872 – 1942)
- France A. Córdova

## D
- Marc Davis (1947 –)
- Gérard Henri de Vaucouleurs (1918 – 1995) (Francoz)
- Armin Joseph Deutsch
- Robert Henry »Bob« Dicke (1916 – 1997)
- Dennis di Cicco
- Charles Dillon Perrine (1867 – 1951) (ZDA-Argentina)
- John Dobson
- A. E. Douglass
- Frank Drake (1930 – 2022)
- Henry Draper
- Raymond Smith Dugan (1878 – 1940)
- Robert C. Duncan (1955 –)

## E
- Wallace John Eckert (1902 – 1971)
- Jack Eddy
- Frank K. Edmondson
- Olin J. Eggen
- Larry W. Esposito

## F
- Sandra Moore Faber (1944 –)
- Priscilla Fairfield Bok (1896 – 1975)
- James Ferguson (1797 – 1867)
- Yanga Roland Fernández (1971 -)
- William D. Ferris
- Debra Fischer
- J. Richard Fisher
- Clinton B. Ford
- William Kent Ford mlajši (1931 – 2023)
- Jeff Foust
- William Alfred Fowler (1911 – 1995)
- Philip Fox
- Edwin Brant Frost

## G
- Tom Gehrels (1925 – 2011) (nizozemsko-am.)
- Johannes Geiss (1926 – 2020) (nemško-ameriško-švicarski)
- Andrea Ghez
- Riccardo Giacconi (1931 – 2018) (ital.-am. astrofizik)
- Henry Lee Giclas (1910 – 2007)
- Owen Gingerich
- Thomas Gold (1920 – 2004)
- Benjamin Apthorp Gould (1824 – 1896)
- Jesse L. Greenstein
- James Edward Gunn (1938 –)

## H
- Alan Hale (1958 –)
- George Ellery Hale (1868 – 1938)
- Asaph Hall (1829 – 1907)
- Robert George Harrington (1904 – 1987)
- Robert Sutton Harrington (1942 – 1993)
- Michael H. Hart
- Gerald Hawkins
- Eleanor Francis Helin (1932 – 2009)
- Louis George Henyey (1910 – 1970)
- George Herbig
- Carl W. Hergenrother (1973 –)
- Paul Herget (1908 – 1981)
- George William Hill  (1838 – 1914)
- Dorrit Hoffleit (1907 – 2007)
- Helen Sawyer Hogg
- Edward Singleton Holden (1846 – 1914)
- Henry E. Holt (1929 – 2019)
- Paulo R. Holvorcem
- Jack Horkheimer
- Edwin Powell Hubble (1889 – 1953)
- Scott Hudson
- Gary Hug (1950 –)
- Russell Alan Hulse (1950 –)
- Milton Lasell Humason (1891 – 1972)
- William Hussey
- Josef Allen Hynek (1910 – 1986)

## I
- Icko Iben
- Albert Graham Ingalls
- Željko Ivezić (1965 –) (bosansko-ameriški)

## J
- Karl Guthe Jansky
- Robert Jastrow
- William H. Jefferys
- Louise Freeland Jenkins
- Harold Lester Johnson (1921 – 1980)
- Amy B. Jordan
- Alfred Harrison Joy (1882 – 1973)
- Charles W. Juels

## K
- Lisa Kaltenegger (1977 –)
- Peter van de Kamp (1901 – 1995)
- James Edward Keeler  (1853 – 1900)
- Kenneth Irwin Kellerman (1937 –)
- Robert Kennicutt (1951 –)
- Daniel Kirkwood (1814 – 1895)
- Robert Paul Kirshner (1949 –)
- Richard Klein
- Arnold Richard Klemola
- Charles Thomas Kowal (1940 – 2011)
- Robert Kraft
- Ed Krupp
- Gerard Peter Kuiper (1905 – 1973) (Nizozemec)

## L
- Carl Otto Lampland
- Samuel Pierpont Langley (1834 – 1906)
- Kenneth J. Lawrence (1964 –)
- Francis Preserved Leavenworth (1858 – 1928)
- Henrietta Swan Leavitt (1858 – 1921)
- Armin Otto Leuschner (1868 – 1953)
- John S. Lewis
- Douglas N. C. Lin (1949 –)
- Robert Linderholm
- Frank James Low (1933 – 2009)
- Percival Lowell (1855 – 1916)
- Julie Lutz (1944 – 2022)
- Jane Luu
- Willem Jacob Luyten (1899 – 1994)

## M
- Adriaan Van Maanen (1884 – 1946)
- William Duncan MacMillan
- Donald Edward Machholz (1952 –)
- Dean Benjamin McLaughlin
- George Madeira
- Geoffrey Marcy (1954 – )
- William Markowitz
- Edwin P. Martz
- Harold Masursky
- Janet Akyüz Mattei
- Antonia Maury
- Nicholas Ulrich Mayall (1906 – 1993)
- Ben Mayer
- John V. McClusky
- Christopher McKee
- Robert Raynolds McMath
- Robert Scott McMillan (1950 –)
- Karen Jean Meech
- Aden Baker Meinel (1922 – 2011)
- John Edward Mellish (1886 – 1970)
- Donald Howard Menzel (1901 – 1976)
- Paul Willard Merrill (1887 – 1961)
- Joel Hastings Metcalf (1866 – 1925)
- Rudolph Minkowski (1895 – 1976)
- Ormbsy McKnight Mitchel (1809 – 1862)
- Maria Mitchell (1818 – 1889)
- Samuel Alfred Mitchell (1874 – 1960)
- William Wilson Morgan (1906 – 1994)
- Forest Ray Moulton (1872 – 1952)
- Jean Mueller (1950 –)

## N
- Jason John Nassau
- Gerald Neugebauer (1932 – 2014)
- Otto Eduard Neugebauer (1899 – 1990)
- Simon Newcomb  (1835 – 1909)
- Seth Barnes Nicholson (1891 – 1963)

## O
- Warren B. Offutt
- William Tyler Olcott
- C. Michelle Olmstead (1969 –)
- Donald Edward Osterbrock (1924 – 2007)
- Jeremiah P. Ostriker (1937 – 2025)
- Steven J. Ostro
- Matthew Ota

## P
- Cecilia Payne-Gaposchkin (1900 – 1979)
- Philip James Edwin Peebles (1935 –)
- Leslie Copus Peltier (1900 – 1980)
- Arno Allan Penzias (1933 – 2024)
- Charles Dillon Perrine (1867 – 1951)
- Christian Heinrich Friedrich Peters (1813 – 1890)
- George Henry Peters (1863 – 1947)
- Edison Pettit (1889 – 1962)
- Edward Charles Pickering (1846 – 1919)
- William Henry Pickering (1858 – 1938)
- Phil Plait (1964 –)
- James B. Pollack
- Charles Lane Poor
- Carolyn Porco
- Russell W. Porter
- Henry Smith Pritchett

## R
- David L. Rabinowitz
- Grote Reber (1911 – 2002)
- Harold J. Reitsema
- Dirk Reuyl
- George Willis Ritchey
- James M. Roe
- Elizabeth Roemer
- Brian P. Roman
- Frank Elmore Ross (1874 – 1960)
- Vera Cooper Rubin/Vera C. Rubin (1928 – 2016)
- Henry Norris Russell (1877 – 1957)
- Lewis Morris Rutherfurd
- Barbara Sue Ryden (1961 –)

## S
- Carl Sagan (1934 – 1996)
- Edwin Ernest Salpeter (avstrij.-amer.)
- Allan Rex Sandage (1926 – 2010)
- Anneila Sargent
- Wallace Leslie William Sargent (1935 – 2012)
- John Martin Schaeberle
- Robert D. Schaldach (1926 – 1963)
- Frank Schlesinger (1871 – 1943)
- David Schramm
- Martin Schwarzschild (1912 – 1997)
- James V. Scotti
- Sara Seager (1971 –)
- Frederick Hanley Seares (1873 – 1964)
- George Mary Searle (1839 – 1918)
- Thomas Jefferson Jackson See
- Carl Keenan Seyfert (1911 – 1960)
- Harlow Shapley (1885 – 1975)
- Scott Sander Sheppard (1977 –)
- Carolyn (Jean) S(pellmann) Shoemaker (1929 – 2021)
- Eugene Merle Shoemaker (1928 – 1997)
- Seth Shostak (1943 –)
- Frank Hsia-San Shu (1943 –)
- Stephen Singer-Brewster (1945 –) (Stephen C. Brewster)
- Charlotte Moore Sitterly (1898 – 1990)
- Brian A. Skiff
- Earl C. Slipher
- Vesto Melvin Slipher (1875 – 1969)
- Timothy Bruce Spahr (1970 –)
- Lyman Strong Spitzer mlajši (1914 – 1997)
- Steve Squyres
- Erland Myles Standish (1939 –)
- Tom Stafford (1930 – 2024)
- Joel Stebbins (1878  – 1966)
- Harlan True Stetson
- David J. Stevenson
- DeLisle Stewart
- John Quincy Stewart
- Clifford Stoll (1950 –)
- Ed Stone
- Arthur Storer
- Otto Struve (1897 – 1963)
- Edward Doane Swift (1871 – 1935)
- Lewis A. Swift (1820 – 1913)
- Henrietta Hill Swope
- Stephen P. Synnott

## T
- Jill Tarter
- Joseph Hooton Taylor mlajši (1941 –)
- Richard J. Terrile
- Michelle Lynn Thaller (1969 –)
- Holger Thiele
- David J. Tholen
- Norman G. Thomas
- John Macon Thome (1843 – 1908)
- David Peck Todd
- Clyde William Tombaugh (1906 – 1997)
- Richard Tousey (1908 – 1997)
- Sidney Dean Townley
- Virginia Trimble
- Étienne Léopold Trouvelot
- Chad Trujillo
- Robert Julius Trumpler (1886 – 1956)
- Roy A. Tucker
- R. Brent Tully
- Horace Parnell Tuttle (1839 – 1923)
- Neil deGrasse Tyson

## V
- George Van Biesbroeck (1880 – 1974)
- Tom Van Flandern
- Frank Washington Very (1888 – 1973)
- George R. Viscome
- Steven S. Vogt (1949 –)
- Alexander N. Vyssotsky
- Emma Vyssotsky

## W
- Sears Cook Walker
- George Wallerstein (1930 – 2021)
- Qingde Wang
- James Craig Watson (1838 – 1880)
- Chester Burleigh Watts (1889 – 1971)
- Fred Lawrence Whipple (1906 – 2004)
- Albert Edward Whitford (1905 – 2002)
- Sarah Frances Whiting
- Rupert Wildt
- Robert Eugene Williams (1940 –)
- Beth Willman
- Albert George Wilson (1918 – 2012)
- Olin Chaddock Wilson (1909 – 1994)
- Joseph Winlock (1826 – 1875)
- John Winthrop (1714 – 1779)
- Carl A. Wirtanen
- Jack Wisdom
- Jennifer Wiseman
- Charles Wolff
- Gregory Wright
- William Hammond Wright (1871 – 1959)

## Y
- Charles Augustus Young (1834 – 1908)

## Z
- Fritz Zwicky (1898 – 1974)